# 荷蘭歐洲區
歐洲區荷蘭（荷蘭語：Europees Nederland，又譯歐洲區尼德蘭），又稱荷蘭歐洲區（英語：European part of the Netherlands，又譯為尼德蘭歐洲區），是荷蘭位在歐洲地區的領土。這個名稱是用來與荷兰加勒比区（Caribbean Netherlands）作對照。
歐洲區荷蘭，是荷蘭的主要構成部份。在2010年10月10日之後，因為荷属安的列斯解体，荷蘭在加勒比海地區只剩下博奈尔、薩巴與圣尤斯特歇斯三個地區，合稱荷兰加勒比区（Caribbean Netherlands）。它們擁有自己的法律體系，但是仍然歸於在荷蘭之下。